# برناردو بيلو
برناردو بيلو (بالإسبانية: Bernardo Bello)‏ (8 ديسمبر 1933 في تشيلي - 14 سبتمبر 2018 في تشيلي) هو لاعب كرة قدم تشيلي في مركز الهجوم. لعب مع كولو-كولو وديبورتيس ماجالانز.

## وصلات خارجية
- برناردو بيلو على موقع قاعدة بيانات كرة القدم.إي يو (الإنجليزية)
- برناردو بيلو على موقع ناشيونال فوتبول تيمز (الإنجليزية)
- برناردو بيلو على موقع عالم كرة القدم.نت (الإنجليزية)